# Nakatani Yusuke
Yusuke Nakatani (sinh ngày 22 tháng 9 năm 1978) là một cầu thủ bóng đá người Nhật Bản.

## Sự nghiệp câu lạc bộ
Yusuke Nakatani đã từng chơi cho Nagoya Grampus Eight, Urawa Reds, Kawasaki Frontale, Kashiwa Reysol, Kyoto Sanga FC và Tokyo Verdy.